# Музика Микола Олексійович
Микола Олексійович Музи́ка (1927—1963) — бригадир будівельної бригади, Герой Соціалістичної Праці. Депутат Севастопольської міськради.

## Біографія
Народився в 1927 році в с. Пилипи Барського району. У дев'ятнадцятирічному віці приїхав відновлювати зруйнований у роки радянсько-німецької війни Севастополь. Став будівельником, потім бригадиром будівельної бригади, яка першою в місті застосувала у своїй роботі поточно-розчленований метод, широко використовувала механізацію.
У 1958 році удостоєний звання Героя Соціалістичної Праці. Був депутатом Верховної Ради УРСР.

Могила Миколи Музики

В 1963 році трагічно загинув на будівництві. Похований на кладовищі Комунарів. Автор надгробного пам'ятника — скульптор С. О. Чиж.

## Пам'ять
8 липня 1963 року частина 4-ї Бастіонної вулиці і вся подальша забудова були названі ім'ям Миколи Музики. Анотаційна дошка встановлена 13 жовтня 1979 року на будинку № 2 (архітектори І. А. Брауде, В. П. Щербиніна).